# Mauer der Demokratie
Die Mauer der Demokratie (Kurzzeichen: 西单民主墙, Langzeichen: 西單民主牆; Pinyin: Xīdān Mínzhǔqiáng) ist eine Ziegelmauer in der Xidan-Straße im Stadtbezirk Xicheng von Peking, die ab 1978 zu einem Kernpunkt der Demokratiebewegung wurde.

## Peking
Ab Dezember 1978, während des Pekinger Frühlings, gaben Aktivisten der Demokratiebewegung wie Xu Wenli Nachrichten und Ideen durch Wandzeitungen (dazibao) bekannt. Die erste Mitteilung wurde von Huang Xiang, einem Dichter aus der Provinz Guizhou, veröffentlicht. In den Wandzeitungen wurden die Viererbande und Verfehlungen der Regierung in Verbindung mit Deng Xiaopings Versuch, Macht zu gewinnen, kritisiert.
Am 5. Dezember 1978 hängte Wei Jingsheng ein unterzeichnetes Plakat mit dem Titel Die fünfte Modernisierung auf. Als erstes Plakat forderte es mehr individuelle Freiheiten. Mit der Behauptung, dass Freiheit die einzige Modernisierung sei, die wichtiger als verbesserte Lebensbedingungen sei, wirkte es nachhaltig auf die Demokratiebewegung. Das Plakat und seine Inhalte waren eine Antwort auf die Vier Modernisierungen.
Vor ihrer Schließung wurde die Mauer der Demokratie in den Ritan Park verlegt. Besucher mussten sich ausweisen, die freien Zugangsmöglichkeiten wurden eingeschränkt. Nachdem die Führung und das System der Kommunistischen Partei Chinas offen kritisiert wurden, wurde die Mauer im Dezember 1979 geschlossen. Zeitgleich wurde die Demokratiebewegung durch Verhaftungen unterdrückt.

## Nepal
Nach der Errichtung der Demokratie 1990 wurde im Ratna Park in Katmandu eine Mauer der Demokratie eingerichtet. Der Ort wurde zu einem öffentlichen Redeplatz für Protestierende. Im August 2005, sechs Monate nachdem König Gyanendra die gewählte Regierung entlassen hatte und selbst die Regierungsgewalt übernahm, wurde die Mauer der Demokratie von der Stadtverwaltung abgerissen.